# Låt mig börja med dig
Låt mig börja med dig är en nyårspsalm av Lina Sandell från 1875. Melodin, som är i F-dur i 4/4, är komponerad av Theodor Söderberg 1884.
Varje strof börjar: "Låt mig börja med dig". Den sista strofen fortsätter: "men dock ännu en bön: Låt mig sluta min vandring med dig".

## Publicerad i
- Svensk söndagsskolsångbok 1908 nr 279 under rubriken "Årstiderna".
- Svenska Missionsförbundets sångbok 1920 nr 703 under rubriken "Årsskifte".
- Frälsningsarméns sångbok 1929 nr 504 under rubriken "Årsskifte". Även med i Musik till Frälsningsarméns sångbok 1930 med samma nummer
- Svensk söndagsskolsångbok 1929 som nr 269 under rubriken "Naturen och årstiderna"
- Sions Sånger 1951 nr 124
- Frälsningsarméns sångbok 1968 nr 641 under rubriken "Årsskifte".
- Den svenska psalmboken 1986 som nr 196 under rubriken "Årsskifte".
- Lova Herren 1988 som nr 130 under rubriken "Nyår".
- Sions Sånger 1981 nr 147 under rubriken "Kristlig vandel".